# 福田温泉
福田温泉
- かつて北海道北見市留辺蘂町に存在した温泉。
- 青森県三戸郡南部町にある温泉。本項で述べる。

福田温泉（ふくだおんせん）は、青森県三戸郡南部町（旧福地村）（旧国陸奥国）にある温泉。

## 泉質
- 単純泉　
  - 源泉温度18℃。加熱利用

### 効能
- 皮膚病、切り傷など

※効能はその効果を万人に保証するものではない。

## 温泉街
山の中に温泉施設が1軒ある。

## 歴史
明治時代からお湯が豊富で湯山として知られ、現在のように温泉施設が作られたのは1957年（昭和32年）である。

## アクセス
- 東北新幹線八戸駅から南西へ車で約25分。